# Fântânele (okręg Prahova)
Fântânele – wieś w Rumunii, w okręgu Prahova, w gminie Fântânele. W 2011 roku liczyła 1952 mieszkańców.